# 納蘭希托

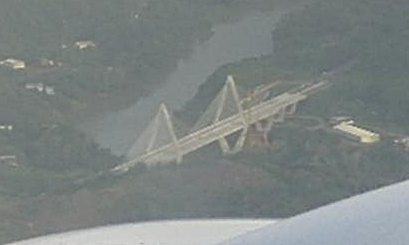

納蘭希托（西班牙語：Naranjito）是波多黎各的城鎮，位於該島中部，始建於1824年12月3日，面積73平方公里，海拔高度700米，主要農產品有咖啡和煙草，2010年人口30,402，人口密度每平方公里410人。